# برناردو انیور (بازیکن فوتبال، زاده ۱۹۵۹)
برناردو انیور (اسپانیایی: Bernardo Añor Sr.‎؛ زادهٔ ۷ اکتبر ۱۹۵۹) بازیکن فوتبال اهل ونزوئلا بود.
وی همچنین در تیم ملی فوتبال ونزوئلا بازی کرده‌است.